# Campanillas de la NBC
Las campanillas de la NBC (NBC chimes en inglés) son una secuencia de tres tonos reproducidos en las transmisiones de la National Broadcasting Company (NBC). Originalmente desarrollado en 1927 como siete notas, se estandarizaron a la versión actual de tres notas a principios de la década de 1930, y posiblemente a principios de 1929. Las campanillas se utilizaron originalmente como una señal de programación audible, utilizada para alertar a los ingenieros de control de red ya los anunciantes de afiliados de la red de radio de NBC. Pronto se asociaron con la programación de NBC en general, y son un ejemplo temprano de una "señal de intervalo" utilizada para ayudar a establecer la identidad de una emisora con su audiencia.
En 1950, las campanillas de la NBC se convirtieron en la primera marca de servicio "puramente audio" otorgada por la Oficina de Patentes y Marcas de los Estados Unidos. Casi noventa años después de su introducción, siguen siendo utilizados como una firma de audio por la red de NBC TV y sus afiliadas, y también en la red de NBC Sports Radio y en la apertura de las emisiones de NBC News Radio cada hora.

## Definición
La marca de sonido de los timbres de NBC está actualmente asignada a NBC Universal Media, LLC. Su descripción oficial, según consta en su registro en la Oficina de Patentes y Marcas de EE. UU., es:
"La marca comprende una secuencia de notas musicales tipo campana que están en la tecla C y suenan las notas G, E, C, siendo la 'G' la que está justo debajo de la mitad C, la" E "la que está justo arriba de la mitad C, y la 'C' está en el centro de C, para identificar el servicio de transmisión del solicitante ".

## Introducción de los campanillas de la NBC

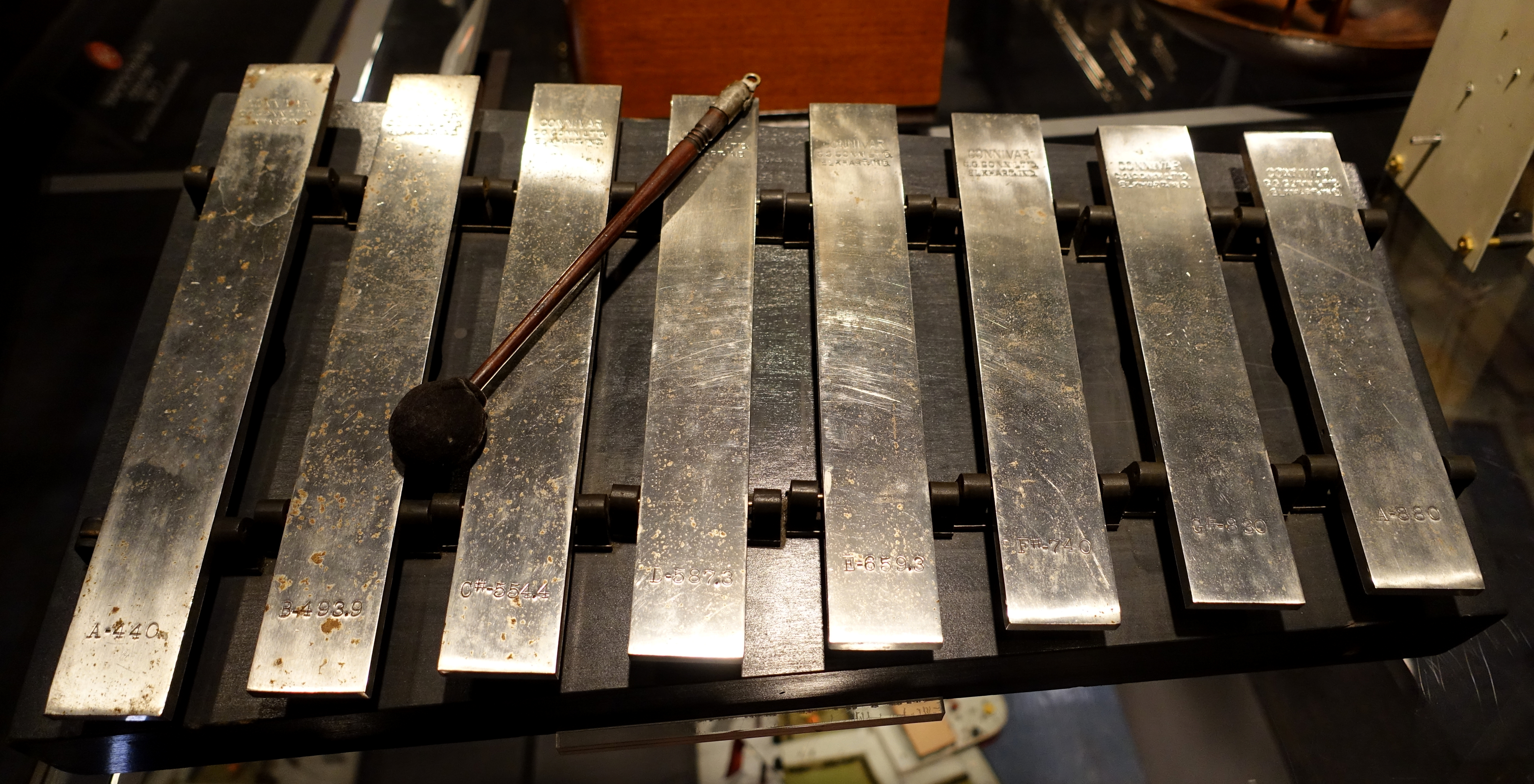
Aunque la NBC usaba normalmente las campanadas de cuatro compases de Deagan Company, WMAQ en Chicago usaba un xilófono para tocar las notas (c. 1930)

Lo que diferencia a los timbres de NBC de estos sonidos de identificación anteriores, al menos al principio, es el uso de los timbres de NBC para la comunicación y coordinación de redes. Más tarde, también se convertirían en un sonido de firma que representa a la red, pero su principal propósito inicial era ayudar a garantizar el funcionamiento correcto de la red. En 1932, NBC explicó que: "El propósito de los timbres ... es sincronizar los anuncios de identificación de estaciones locales y servir como una señal para que los ingenieros en los puntos de retransmisión de todo el país enciendan o apaguen varias ramas de las redes como la Los programas cambian cada 15 minutos ". Esto reflejó la organización del horario de la red, que se dividió en bloques de programa de 15 minutos. Además, a partir del 11 de mayo de 1927, la Orden General N.º 8 de la Comisión Federal de Radio especificó que cada estación estaba "dirigida a anunciar sus letras de llamada y ubicación ... no menos de una vez por cada 15 minutos de transmisión". El uso de los timbres de NBC como señales de conmutación de red eventualmente permitió que la red ahorrara dinero en costos de infraestructura. Hasta 1933 era una práctica común ejecutar una segunda línea que utilizaba la señalización telegráfica para proporcionar comunicación de red. Después de esa fecha, la política normal era eliminar esta segunda línea y enviar las señales de red a través de las líneas del programa.
La información sobre el desarrollo temprano de los timbres de la NBC es muy escasa, aunque el trabajo comenzó poco después de la primera transmisión de la red de la NBC el 15 de noviembre de 1926. Una nota interna de 1950 de la NBC, "NBC Chimes: Primer uso del famoso NBC Chimes", afirma que "El uso de las campanillas para identificar a la NBC fue concebido por primera vez por Phillips Carlin", y esta nota tiene una entrada en la línea de tiempo para el 22 de diciembre de 1926 que dice: "Las campanillas compradas a Lesch Co por $ 48.50". Phillips Carlin era un conocido locutor de la NBC, que tenía experiencia empleando timbres en transmisiones de radio que se remontan a al menos 1924. En ese momento era el locutor del programa "Silvertown Chimes", que se transmitía a través de la cadena "WEAF chain". originario de la ciudad de nueva york. (WEAF era propiedad de American Telephone & Telegraph Company (AT&T). En 1927, después de que RCA compró las operaciones de radio de AT&T, la cadena WEAF se reorganizó como NBC Red Network). Una revisión contemporánea de este programa señaló que cada programa se abrió con "the soft ringing of chimes", seguido por el anuncio de Carlin de que "The Silvertown Chimes han sonado su saludo. Cada semana han anunciado una hora de música, un programa de baile tan delicioso que aleja todos los pensamientos de cuidado".
Una cuenta de 1942 de NBC sobre el origen de las campanadas dio crédito adicional por su refinamiento al ingeniero jefe de NBC O. B. Hanson y Ernest LaPrade, un líder de orquesta de NBC. Esta cuenta también indica que hubo una evolución continua durante el período de desarrollo, ya que la secuencia del timbre originalmente consistía de siete notas, que según Ernest LaPrade, resultó difícil de tocar correctamente, por lo que la secuencia se redujo a cinco, luego a cuatro, y finalmente tres notas Las notas se tocaron manualmente en juegos de timbres de cuatro barras fabricados por J.C. Deagan Company de Chicago. Informes adicionales indican que la secuencia inicial fue G-C-G-E-G-C-E, que se convirtió en G-C-G-E y luego solo en G-E-C. El 29 de noviembre de 1929 a veces se informa que es la fecha en que se adoptó la secuencia de tres tonos, sin embargo, los intervalos más largos todavía estaban en uso hasta 1931 de acuerdo con las grabaciones de la red sobrevivientes.
El uso de tonos de señalización para indicar el final de un programa sería exclusivo de las redes NBC. La CBS Radio Network, fundada en 1927, nunca adoptó nada similar, en lugar de eso, cambió su red a la frase estándar "This is the Columbia Broadcasting System". Inicialmente, NBC tenía dos redes nacionales, la NBC Red Network y la NBC Blue Network, sin embargo, la Comisión Federal de Comunicaciones (FCC) estaba descontenta con esto y trabajó para eliminar la propiedad común. A fines de 1942, Phillips Carlin se convirtió en vicepresidente de programación de la próxima red Blue, que luego se convertiría en la American Broadcasting Company (ABC). Una de sus primeras decisiones fue si adoptar "un nuevo conjunto de campanillas (a diferencia de las campanadas de la NBC que ahora están en uso)", y la opción fue, en cambio, finalizar su uso en la Blue Network. Sin embargo, el resto de las operaciones de la red NBC consideraron que las campanadas eran una parte importante de su identidad corporativa. En 1942, la NBC estimó que el oyente promedio escuchaba los tonos 16 veces al día, mientras que anualmente había casi 20 mil millones de impresiones en todo el mundo.

## Uso actual

Logo de NBC basado en los NBC chimes para las transmisiones a color (1954–1959)

El uso de los timbres como una señal de comunicaciones de red terminó alrededor de 1971, resultado de la automatización, que en el caso de la radio dio lugar a tonos más cortos y "chirridos" que las estaciones solían filtrar, por lo que no eran escuchados por los oyentes. el caso de la televisión incluyó el uso del intervalo de supresión vertical para transmitir señales que no fueron vistas por los espectadores. Sin embargo, posteriormente ha habido numerosos ejemplos de las campanillas que se utilizan en la programación de NBC como una firma de audio.
- En 1974, WNBC incorporó la secuencia en la apertura de su tema musical sintetizado para sus noticieros locales, NewsCenter 4 (afinando el tono en medio paso); El aguijón se escuchó en la apertura de las 5:00, 6:00 y 11:00 p. m. de la estación. noticieros Con el tiempo, NBC Radio adoptó el aguijón WNBC-TV NewsCenter 4 como su mejor presentador de noticias. Con alteraciones (y una breve interrupción a principios de la década de 1990), WNBC ha utilizado una forma de campanillas en sus noticieros desde entonces.
- La música utilizada en NewsCenter 4, "NBC Radio-TV Newspulse" (compuesta por Fred Weinberg), se usó más tarde para NBC Nightly News en la década de 1970 y los boletines / informes especiales de NBC News en la década de 1970 y 1980. El uso de los timbres de NBC continúa en los noticieros locales en las estaciones de NBC hasta el día de hoy; de hecho, muchas estaciones propiedad de o afiliadas a la red reproducen la secuencia de campanadas durante la diapositiva de pronóstico extendido al final del segmento principal del clima de sus noticieros.
- En 1976, las campanas fueron revividas a nivel nacional en honor al 50 aniversario de la NBC. Las versiones musicales modernas de las campanas de tres notas aún son de uso popular en las cadenas de radio y televisión de NBC (y son las notas de apertura y cierre de la versión actual del tema musical de NBC Nightly News), así como en el logotipo de cierre para NBCUniversal Television Distribution, el brazo de producción de televisión de la matriz inmediata actual de NBC, NBCUniversal (la variante orquestal actualmente utilizada por NBCUniversal Television Distribution se usó por primera vez en 1995 en la secuencia de logotipo de cierre para la unidad de producción de NBC Studios).
- Desde 1982 hasta principios de la década de 1990, la mayoría de las promociones de voces en off que se escucharon durante los créditos finales de los programas de la red de NBC comenzaban con las campanadas. De 1982 a 1987, las campanadas se mezclarían en una versión instrumental del eslogan promocional que NBC usaría en ese momento.
- Today hizo de las campanadas la pieza central de su tema en 1978, resolviendo una disputa legal entre la red y los compositores de Godspell. Los compositores del musical sintieron que el tema de cierre de Today, escrito por Ray Ellis, que había sido utilizado para el programa desde 1971 (y que también se usó como tema de apertura del programa a partir de 1976), fue retirado de la clásica canción de Godspell "Día a Día". . Utilizando las campanillas como su plantilla, Ellis compuso una nueva canción, que se atascó. Aunque Today ha utilizado un segmento del paquete de música de John Williams para NBC News, The Mission, desde 1985, la composición revisada de Ellis se ha utilizado de forma intermitente durante partes de Today desde entonces.
- NBC Television News utiliza una versión de las campanadas originales para los informes de noticias de última hora que interrumpen la programación regular en la red y / o sus estaciones (la tendencia de esta versión a preceder a los eventos importantes le ha dado a esta variante el apodo, "Campanas de perdición" ).
- Las promociones al aire libre de NBC para la temporada de televisión de otoño de 2008 destacaron las campanadas de manera prominente junto con el nuevo eslogan "Chime In". Varias versiones alternativas utilizadas estaban relacionadas con temas de programas específicos: por ejemplo, teléfonos de llamada para The Office; el timbre de las cajas registradoras para Deal or No Deal; y objetos de metal llamativo para America's Toughest Jobs y Crusoe. De manera similar, las campanas también se han utilizado para promociones selectas durante la temporada de otoño de 2012.
- En 2015, NBC recuperó los temas genéricos de las campanadas (que se usaron entre 1994 y 2009) durante las tarjetas de vanidad de la compañía de producción que se muestran después de los créditos finales de la mayoría de los programas, pero con los más nuevos y más dramáticos que se escucharon en las ofertas especiales de la red como Christmas in Rockefeller Center (la edición del mismo año del especial por primera vez, con la versión de campana y orquestal de las campanadas), así como los nuevos programas de la red como The Brave, Law & Order True Crime y la segunda temporada de This is Us a partir de 2017.